# Grottes de Mumbwa
Les grottes de Mumbwa sont un site archéologique, situé en Zambie, dans le district de Mumbwa. Le site a livré des objets datant du Mésolithique, du Néolithique et de l'Âge du Fer. Les grottes de Mumbwa, avec leurs structures intérieures, illustrent la richesse des comportements des habitants du Mésolithique.

## Les fouilles
Plusieurs campagnes de fouilles ont eu lieu, menées notamment par Macrae en 1926, par John Desmond Clark en 1942 et par Savage en 1983. En 1931, Raymond Dart et Del Grande ont fouillé les grottes et découvert les dépôts de basalte intact qui ont permis de dater le site. En 1993, Laurewce Barham a réuni une équipe représentée par la Commission nationale de conservation du patrimoine de la Commission de Zambie, le Musée Livingstone et les universités de Bristol et d'Oxford afin d'évaluer l'ampleur des gisements de basalte intact découverts par Dart et Del Grande.

## Les artefacts
Près de 62 614 objets ont été récupérés en 1994. La microfaune trouvée sur le site révèle des conditions sèches à l'époque de l'occupation.

## Connaissances apportées
Trois blocs rocheux en forme d’arche servaient vraisemblablement à protéger du vent les occupants et des foyers en pierres y ont été aménagés. La sélection des matières premières avec des fonctionnalités telles que les foyers suggère une population qui était évoluée dans ses comportements pour habiter ces grottes.
L'étude et la fouille de ces grottes contribuent à combler certaines lacunes quant à la connaissance du sud de l'Afrique centrale à la fin du Pléistocène.